# Ryan Giggs
Ryan Joseph Giggs, ursprungligen Wilson, född 29 november 1973 i Cardiff i Wales, är en walesisk före detta fotbollsspelare som under hela sin karriär representerade Manchester United. Han debuterade i A-laget som 17-åring den 2 mars 1991 och vann ligaguldet 13 gånger – vilket är brittiskt rekord – under sin 24 år långa spelarkarriär. Giggs var länge en snabb och dribblingsskicklig vänsterytter och blev i slutet av sin karriär en mångsidig innermittfältare . Hans smeknamn var "The Welsh Wizard". Efter att David Moyes fick sparken från Manchester United den 22 april 2014 fick Giggs ta över posten som lagets chefstränare tills säsongen var slut.
Ryan Giggs värvades till Manchester Uniteds ungdomslag redan som 14-åring och spelade över 900 matcher i Uniteds tröja, inräknat ligamatcher och cupmatcher. Han är därmed den spelare som gjort flest matcher i klubbens historia. Sir Bobby Charlton gjorde 758 matcher under sin karriär i United. Giggs var en av nyckelfigurerna då United på våren 1999 som första och hittills enda engelska lag lyckades vinna ligaguldet, FA-cupen och Champions League under samma säsong. 2-1-segermålet Giggs gjorde i FA-cupsemifinalen mot Arsenal våren 1999 hör till de snyggaste som setts i turneringens långa historia.
Ryan Giggs är mycket populär bland klubbens supportrar och har genom årens lopp fått ett flertal skanderingar tillägnade sig. Den mest kända skanderingen går enligt följande; Ryan Giggs, Ryan Giggs, Running down the wing, Ryan Giggs, Ryan Giggs, Can do anything, Feared by the Blues, Loved by the Reds, Ryan Giggs, Ryan Giggs, Ryan Giggs." Eller; "Giggs, Giggs will tear you apart, again", anpassad efter Joy Division-låten Love will tear us apart.
Den 5 mars 2013 gjorde Giggs sin 1 000:e tävlingsmatch i ett Champions League-möte med Real Madrid, som emellertid United efter ett omdiskuterat domslut förlorade med 2-1.
Den 19 maj 2014 meddelade Giggs officiellt, i ett brev till fansen, att han avslutar sin spelarkarriär.
Endast två spelare har blivit engelska ligamästare mer än tio gånger: Giggs har 13 och hans mångårige klubbkompis Paul Scholes 11 ligaguld.

## Meriter

### Manchester United
- Premier League (13): 1992–93, 1993–94, 1995–96, 1996–97, 1998–99, 1999–2000, 2000–01, 2002–03, 2006–07, 2007–08, 2008–09, 2010-11, 2012-13
- FA-cupen (5): 1993–94, 1995–96, 1998–99, 2003–04, 2015-16
- Engelska Ligacupen (4): 1991–93, 2005–06, 2008–09, 2009-10
- FA Community Shield (9): 1993, 1994, 1996, 1997, 2003, 2007, 2008, 2011, 2013
- UEFA Champions League (2): 1998–99, 2007–08
- UEFA Super Cup (1): 1991
- Interkontinentala cupen (1): 1999
- Klubblags-VM (1): 2008

### Individuella utmärkelser
- Årets spelare i England (spelarnas pris): 2009
- OBE (Brittiska Imperieorden): 2007
- Århundradets lag i Premier League: 2007
- Årets lag i Premier League: 1993, 1994, 1995, 1996, 1998, 2001, 2007, 2009
- BBC Sports Personality of the Year: 2009[4]
- Årtiondets lag i Premier League: 1990-2000, 2000-2010
- Månadens spelare i Premier League: September 1993, Augusti 2006, Februari 2007
- Årets spelare i Wales: 1996, 2006
- Årets spelare i United (vald av lagkamraterna): 2006
- Engelsk fotbolls Hall of Fame: invald 2005
- Årets mål i Premier League: 1999
- Sir Matt Busby Player of the Year: 1997-98
- Interkontinentala cupens MVP: 1999
- Årets unga spelare i England: 1992, 1993, 1995
- Guldfoten: 2011
- Premier League 20 säsongers utmärkelser: Bästa spelaren och bästa lag, 2012